# Liste de publications consacrées à la bande dessinée
Cette liste de publications consacrées à la bande dessinée recense des publications exclusivement ou majoritairement consacrés à la bande dessinée, qu'il s'agisse de revues d'actualité de la bande dessinée ou de publications plus théoriques. Les publications en ligne sont également prises en compte. Les périodiques de bande dessinée sont traités à une autre page.

## Publications papier
| Nom                                           | Éditeur                                                                      | Premier numéro        | Dernier numéro            | Domaine                                          |
| --------------------------------------------- | ---------------------------------------------------------------------------- | --------------------- | ------------------------- | ------------------------------------------------ |
| L'Âge d'or                                    | C. Decnop                                                                    | 1980                  | 1987 (no 37)              |                                                  |
| Alfred                                        | SFBD (Société Française de bande dessinée)                                   | Janvier 1969          | Mai 1974 (no 48)          |                                                  |
| Alter-Ego (en)                                | Jerry Bails (auto-édition)                                                   | 1961                  | 1979 (11 numéros)         |                                                  |
| Alter Ego (en)                                | TwoMorrows Publishing                                                        | Mars 1999             | En cours (no 167)         |                                                  |
| Amazing Heroes (en)                           | Fantagraphics                                                                | Juin 1981             | Juillet 1992              | Comic book de super-héros                        |
| Les Amis de Hergé                             | Association Les Amis de Hergé                                                | Juin 1985             | En cours (no 69)          | Hergé                                            |
| AnimeLand                                     | Anime manga presse                                                           | avril 1991            | En cours (no 231)         | Manga                                            |
| Les Arts dessinés                             | DBD Sarl                                                                     | Décembre 2017         | En cours (no 11)          | Dessin                                           |
| ATOM : La Culture manga                       | Custom Publishing France                                                     | Janvier 2017          | En cours (no 14)          | Manga                                            |
| L'Avis des bulles                             | L'Avis des bulles                                                            | 1996                  | En cours (no 239)         | Actualité pour les bibliothèques                 |
| Back Issue!                                   | TwoMorrows Publishing                                                        | 2003                  | En cours (no 127)         | Comic books des années 1970 à 1990.              |
| Bananas (nouvelle série)                      | Bananas BD                                                                   | Mars 2006             | En cours (no 12)          |                                                  |
| Bandes dessinées magazine                     | Soleil Productions                                                           | Juin 2004             | Novembre 2005 (no 10)     | Actualité                                        |
| Bang !                                        | Casterman et Beaux Arts magazine                                             | Janvier 2003          | Novembre 2004 (no 8)      | Actualité                                        |
| Bédéka                                        | Posse Press                                                                  | Février 2004          | Octobre 2005 (no 19)      | Actualité                                        |
| BoDoï                                         | LZ Publications                                                              | 13 septembre 1997     | 29 août 2008              | Actualité et prépublication                      |
| Buck                                          | École Européenne de Bruxelles                                                | Décembre 1971         | Avril 1974 (no 13)        |                                                  |
| BullDozer                                     | DBD Sarl                                                                     | Septembre 2005        | Mars 2006 (no 6)          | Actualité ; successeur de DBD, remplacé par dBD. |
| Bulles Dingues                                | Mosquito                                                                     | 1983                  | 1993 (no 19)              |                                                  |
| Les Cahiers de la bande dessinée / Schtroumpf | Glénat                                                                       | Septembre 1969        | Juin 1990 (no 89)         | Actualité                                        |
| Les Cahiers de la BD                          | Vagator productions                                                          | Octobre 2017          | En cours (no 11)          | Actualité                                        |
| Calliope                                      | Semic                                                                        | Juin 2002             | Décembre 2003 (no 7)      | Actualité                                        |
| Canal BD magazine                             | ALBD (1997-2008), GLBD (2008-)                                               | Octobre 1997          | En cours (no 129)         | Actualité                                        |
| Canal BD manga mag                            | ALBD (2007-2008), GLBD (2008-)                                               | Juillet 2007          | En cours (no 76)          | Actualité manga                                  |
| Coccinelle                                    | CRIABD                                                                       | Octobre 1985          | Mars 1994 (no 40)         | Bande dessinée chrétienne                        |
| Le Collectionneur de bandes dessinées         | SCBD                                                                         | Mars 1977             | Octobre 2008 (no 113/114) | Fanzine                                          |
| Comic Book Artist (en)                        | TwoMorrows Publishing (1998-2002) puis Top Shelf (2003-2005)                 | 1998                  | 2005 (vol. 2, no 6)       |                                                  |
| Comic Book Creator                            | TwoMorrows Publishing                                                        | 2013                  | En cours (no 25)          |                                                  |
| Comic Box (première série)                    | TSC                                                                          | juillet 1998          | juin 2001 (no 35)         | Comics                                           |
| Comic Box (deuxième série)                    | Customscar Publishing et Mad Movies (36-45) puis Panini (46-...)             | juillet 2005          | janvier 2017 (no 103)     | Comics                                           |
| Comics Buyer's Guide                          | Auto-édité (1971-1983), Krause Publications (1983-2002) F+W Media (2003-)    | Février 1971          | Mars 2013 (no 1699)       | Cotes                                            |
| Comics International (en)                     | Quality Communications (1990-2006), Cosmic Publications (2006-2010)          | 1990                  | 2009 (no 207)             |                                                  |
| The Comics Journal                            | Fantagraphics                                                                | Juillet 1976          | En cours (no 306)         | Actualité                                        |
| The Comic Reader (en)                         | Jerry Bails                                                                  | 7 octobre 1961        | septembre 1984 (no 219    | Fanzine                                          |
| Comix Club                                    | Groinge                                                                      | Janvier 2004          | Janvier 2010 (no 10)      | Théorie                                          |
| Critix (première série)                       | Bananas BD                                                                   | 1993 (printemps)      | 1994 (été)                |                                                  |
| Critix (deuxième série)                       | Bananas BD                                                                   | 1996 (automne)        | 2001 (été, no 12)         |                                                  |
| La Crypte Tonique                             | La Crypte Tonique                                                            | septembre 2011        | En cours (no 14)          | Patrimoine                                       |
| David Anthony Kraft's Comics Interview (en)   | David Anthony Kraft                                                          | 1983                  | 1995 (150 numéros)        | Comics                                           |
| DBD                                           | DBD Sarl                                                                     | Novembre 1998         | Juin 2005 (no 27)         | Actualité, devient BullDozer                     |
| dBD                                           | DBD Sarl                                                                     | Avril 2006            | En cours (no 146)         | Actualité, suit BullDozer                        |
| Dorénavant                                    | Dorénavant                                                                   | Mars 1986             | Janvier 1989 (no 7/8)     | Théorie                                          |
| Le Duel des héros                             | TwoMorrows Publishing                                                        | 2001                  | En cours (no 36)          | Dessin                                           |
| L'Éprouvette                                  | L'Association                                                                | Janvier 2006          | Janvier 2007 (no 3)       | Théorie                                          |
| Falatoff                                      | MJC / La Baratte / Artefact                                                  | Mai 1971              | 1977 (no 38/39)           | Fanzine                                          |
| Gabriel                                       | CRIABD                                                                       | Mars 1998             | En cours (no 88)          | Bande dessinée chrétienne                        |
| Giff-Wiff                                     | CBD / CELEG (1964) / Jean-Jacques Pauvert                                    | Juillet 1962          | Mars 1967 (no 23)         | Fanzine                                          |
| Graphic Story Magazine (en)                   | Auto-édité                                                                   | Septembre 1968 (no 8) | Juin 1974 (no 16)         | Comics                                           |
| Haga                                          | Amis de la BD / Club de la bande dessinée et de l'illustration               | juin 1972             | 1986 (no 59/60)           | Bande dessinée française                         |
| Hop !                                         | AEMEGBD                                                                      | Décembre 1973         | En cours (no 164)         | Histoire de la bande dessinée                    |
| L'Indispensable                               | Boucaniers production                                                        | 1998                  | janvier 2012 (no 6)       | Actualité                                        |
| Jack Kirby Collector (en)                     | TwoMorrows Publishing                                                        | septembre 1994        | En cours (no 100)         | Jack Kirby                                       |
| La Lettre de Dargaud                          | Dargaud                                                                      | Septembre 1991        | Avril 2008 (no 100)       | Actualité                                        |
| Neuvième Art                                  | Éditions de l'An 2 et Cité internationale de la bande dessinée et de l'image | Janvier 1996          | Janvier 2010 (no 16)      | Théorie et actualité                             |
| Onabok                                        | \| Ikon & Imago association \|                                               | Juin 2000             | Juin 2005 (n°8)           | Fanzine                                          |
| Papiers nickelés                              | APCIIPDIPP                                                                   | janvier 2004          | En cours (no 65)          | Patrimoine                                       |
| Phénix                                        | SRP puis Dargaud puis SRP                                                    | Octobre 1966          | Octobre 1977 (no 48)      | Théorie et actualité                             |
| Pimpf Mag                                     | Éditions Pimpf                                                               | Octobre 2001          | Janvier 2007 (no 14)      | Petits formats                                   |
| PLGPPUR puis PLG                              | PLG éditions                                                                 | Avril 1978            | Octobre 2004 (no 38)      | Fanzine                                          |
| Pré Carré                                     | P.C.C.B.A.                                                                   | janvier 2014          | En cours (no 14)          | Théorie                                          |
| Ran Tan Plan                                  | Club des amis de la bande dessinée                                           | Février 1966          | Octobre 1977 (no 35/36)   | Fanzine                                          |
| Rêve-en-Bulles                                | Benoit Houbart puis ADACBD (asbl)                                            | 1991                  | 1997 (no 15-16)           |                                                  |
| Sapristi !                                    | Sapristi                                                                     | 1983                  | 2003 (no 52)              | Fanzine                                          |
| Scarce                                        | Association Saga                                                             | Avril 1983            | En cours (no 91)          | Comics                                           |
| Schtroumpfanzine                              | Glénat                                                                       | Octobre 1976          | Décembre 1979             | Fanzine d'actualité franco-belge                 |
| STP                                           | Auto-édité                                                                   | 1977                  | 1980                      | Théorie et critique                              |
| Wizard                                        | Wizard Entertainment                                                         | Juillet 1991          | Mars 2011                 |                                                  |
| Zoo                                           | Arcadia Média                                                                | Juin 2005             | En cours (no 77)          | Actualité                                        |
| Ikon & Imago association                      |                                                                              |                       |                           |                                                  |

## Publications en ligne

### En Français
- Actua BD actuabd.com
- Du9 (1995) du9.org

### En Anglais
- Comic Book Resources (1996) comicbookresources.com
- The Comics Reporter (2004) comicsreporter.com
- Newsrama (août 2002) newsarama.com

### Documentation
- Évariste Blanchet, « Du bon usage de l'archivisme », dans Bananas no 1, printemps 2006, p. 4-6.
- Harry Morgan et Martin Hirtz, Le Petit Critique illustré, A.P.J.A.B.D, 1997, p. 155-171.